# کلایو اورتون
کلایو هارولد اورتون (انگلیسی: Clive Harold Everton؛ ‏۷ سپتامبر ۱۹۳۷–۲۷ سپتامبر ۲۰۲۴) بازیکن و مفسر ورزشی، روزنامه‌نگار، نویسنده و قهرمان حرفه‌ای سابق اسنوکر و بیلیارد انگلیسی بود. او مجله صفحه اسنوکر که برای اولین بار (به عنوان اسنوکر جهانی) منتشر شد را در سال ۱۹۷۱ تأسیس کرد و تا سپتامبر ۲۰۲۲ سردبیر آن مجله بود. او از سال ۱۹۷۲ بیش از بیست کتاب در مورد ورزش بیلیارد نوشته است.
اورتون از سال ۱۹۷۲ برای رادیو بی‌بی‌سی و از سال ۱۹۷۸ تا ۲۰۱۰ برای تلویزیون بی‌بی‌سی، گزارش و تفسیر اسنوکر می‌کرد. در سال‌های اوج اسنوکر در دهه ۱۹۸۰، او در کنار تد لو و جک کارنهم نظر می‌داد و در دهه ۱۹۹۰ مفسر برجسته‌ای شد. به عنوان یک بازیکن آماتور، او عنوان‌های قهرمانی نوجوانان را در بیلیارد انگلیسی و چندین بار عنوان قهرمانی بیلیارد ولز را به دست آورد. وی پنج بار نایب قهرمانی بیلیارد آماتور انگلیس شد و دو بار در مسابقات قهرمانی آماتور جهان به نیمه نهایی رسید. در اسنوکر، او با راجر بیلز در مسابقات قهرمانی زوج ملی بریتانیا شریک شد. اورتون در سال ۱۹۸۱ حرفه‌ای شد و در ده سال اخیر به عنوان یک بازیکن حرفه‌ای اسنوکر به بالاترین رتبه ۴۷ جهان دست یافت. او در رده‌بندی حرفه‌ای بیلیارد به مقام نهم رسید و تا دهه شصت در بین ۲۰ بازیکن برتر رده‌بندی باقی ماند.
اورتون ۱۳ سال در سطح شهرستان ووسترشر، تنیس بازی کرد و زمانی مدیریت جونا بارینگتون، بازیکن شماره یک سابق جهان اسکواش را بر عهده داشت. در سال ۲۰۱۷، او به تالار مشاهیر اسنوکر معرفی شد و به سبب خدمات به اسنوکر، به نشان امپراتوری بریتانیا (MBE) در افتخارات تولد ۲۰۱۹ مفتخر شد.

## اوایل زندگی
کلایو هارولد اورتون در ۷ سپتامبر ۱۹۳۷ در ووستر انگلستان زاده شد. او در مدرسه کینگ، ورسستر،  کالج بازرگانی شهر بیرمنگام، و بعدها در دانشگاه کاردیف تحصیل کرد و در آنجا مدرک B.A را در زبان انگلیسی دریافت کرد. پس از دانش‌آموختگی و پیش از تغییر شغل به روزنامه‌نگاری آزاد، در دانشکده تحصیلات تکمیلی هالسون، زبان انگلیسی تدریس و به مطالعات آزاد پرداخت.: 39 

## زندگی شخصی
اورتون ۱۳ سال در سطح شهرستان ووسترشر، تنیس بازی کرد و زمانی مدیریت جونا بارینگتون، بازیکن شماره یک سابق جهان اسکواش را بر عهده داشت. در سال ۲۰۱۷، او به تالار مشاهیر اسنوکر راه یافت. او به دلیل خدمات به اسنوکر، نشان امپراتوری بریتانیا (MBE) در افتخارات تولد ۲۰۱۹ مفتخر شد.
کلایو اورتون در ۸۷ سالگی در ۲۷ سپتامبر ۲۰۲۴ درگذشت.

## جدول زمانی عملکرد و رتبه‌بندی اسنوکر
| مسابقات                        | ۱۹۷۹/ ۸۰           | ۱۹۸۰/ ۸۱           | ۱۹۸۱/ ۸۲           | ۱۹۸۲/ ۸۳           | ۱۹۸۳/ ۸۴           | ۱۹۸۴/ ۸۵           | ۱۹۸۵/ ۸۶           | ۱۹۸۶/ ۸۷           | ۱۹۸۷/ ۸۸           | ۱۹۸۸/ ۸۹           | ۱۹۸۹/ ۹۰           | ۱۹۹۰/ ۹۱           | منبع.         |
| رده‌بندی                        | [ nb ۱ ]           | [ nb ۱ ]           | [ nb ۱ ]           | [ nb ۲ ]           | ۴۷                 | ۶۰                 | ۷۳                 | ۱۰۰                | ۱۱۲                | ۱۲۰                | ۱۳۲                | ۱۳۴                | [ ۹ ]         |
| مسابقات رتبه‌بندی               |                    |                    |                    |                    |                    |                    |                    |                    |                    |                    |                    |                    |               |
| جایزه بزرگ                     | برگزار نشد.        | برگزار نشد.        | برگزار نشد.        | 2R                 | 1R                 | 1R                 | LQ                 | LQ                 | LQ                 | LQ                 | A                  | A                  | [ ۱۰ ]        |
| کلاسیک دبی                     | مسابقه برگزار نشد. | مسابقه برگزار نشد. | مسابقه برگزار نشد. | مسابقه برگزار نشد. | مسابقه برگزار نشد. | مسابقه برگزار نشد. | مسابقه برگزار نشد. | مسابقه برگزار نشد. | مسابقه برگزار نشد. | NR                 | LQ                 | A                  | [ ۱۰ ]        |
| قهرمانی انگلستان               | رویداد بدون رتبه   | رویداد بدون رتبه   | رویداد بدون رتبه   | رویداد بدون رتبه   | رویداد بدون رتبه   | LQ                 | LQ                 | LQ                 | LQ                 | LQ                 | A                  | A                  | [ ۱۰ ]        |
| کلاسیک                         | رویداد بدون رتبه.  | رویداد بدون رتبه.  | رویداد بدون رتبه.  | رویداد بدون رتبه.  | LQ                 | LQ                 | LQ                 | LQ                 | LQ                 | LQ                 | A                  | LQ                 | [ ۱۰ ]        |
| اوپن بریتانیا                  | رویداد بدون جایزه  | رویداد بدون جایزه  | رویداد بدون جایزه  | رویداد بدون جایزه  | رویداد بدون جایزه  | LQ                 | LQ                 | WD                 | WD                 | LQ                 | A                  | LQ                 | [ ۱۰ ]        |
| اوپن اروپا                     | مسابقه برگزار نشد. | مسابقه برگزار نشد. | مسابقه برگزار نشد. | مسابقه برگزار نشد. | مسابقه برگزار نشد. | مسابقه برگزار نشد. | مسابقه برگزار نشد. | مسابقه برگزار نشد. | مسابقه برگزار نشد. | LQ                 | A                  | A                  | [ ۱۰ ]        |
| قهرمانی جهان                   | A                  | A                  | LQ                 | LQ                 | LQ                 | LQ                 | LQ                 | LQ                 | LQ                 | LQ                 | LQ                 | WD                 | [ ۱۰ ]        |
| مسابقه برگزار نشد.             |                    |                    |                    |                    |                    |                    |                    |                    |                    |                    |                    |                    |               |
| قهرمانی حرفه‌ای ولز             | A                  | A                  | QF                 | QF                 | QF                 | QF                 | 1R                 | 1R                 | 1R                 | A                  | A                  | A                  | [ ۱۰ ]        |
| مسابقات رده‌بندی سابق           |                    |                    |                    |                    |                    |                    |                    |                    |                    |                    |                    |                    |               |
| بازی بین‌المللی                 | برگزار نشد.        | برگزار نشد.        | مسابقه بدون جایزه  | LQ                 | LQ                 | LQ                 | LQ                 | LQ                 | LQ                 | LQ                 | A                  | برگزار نشد.        | [ ۱۰ ]        |
| استادان کانادایی               | مسابقه بدون جایزه  | مسابقه بدون جایزه  | مسابقه برگزار نشد. | مسابقه برگزار نشد. | مسابقه برگزار نشد. | مسابقه برگزار نشد. | بدون جایزه         | بدون جایزه         | بدون جایزه         | LQ                 | برگزار نشد.        | برگزار نشد.        | [ ۱۰ ]        |
| مسابقات بدون رنکینگ سابق       |                    |                    |                    |                    |                    |                    |                    |                    |                    |                    |                    |                    |               |
| استادان کانادا                 | LQ                 | A                  | مسابقه برگزار نشد  | مسابقه برگزار نشد  | مسابقه برگزار نشد  | مسابقه برگزار نشد  | A                  | A                  | A                  | R                  | برگزار نشد.        | برگزار نشد.        | [ ۱۱ ]        |
| بازی بین‌المللی                 | برگزار نشد.        | برگزار نشد.        | LQ                 | بدون جایزه         | بدون جایزه         | بدون جایزه         | بدون جایزه         | بدون جایزه         | بدون جایزه         | بدون جایزه         | بدون جایزه         | برگزار نشد.        | [ ۱۰ ]        |
| باس و کلاسیک طلایی اوقات فراغت | برگزار نشد.        | برگزار نشد.        | 1R                 | مسابقات برگزار نشد | مسابقات برگزار نشد | مسابقات برگزار نشد | مسابقات برگزار نشد | مسابقات برگزار نشد | مسابقات برگزار نشد | مسابقات برگزار نشد | مسابقات برگزار نشد | مسابقات برگزار نشد | [ ۱۲ ]        |
| قهرمانی انگلستان               | A                  | A                  | LQ                 | LQ                 | LQ                 | رویداد بدون جایزه  | رویداد بدون جایزه  | رویداد بدون جایزه  | رویداد بدون جایزه  | رویداد بدون جایزه  | رویداد بدون جایزه  | رویداد بدون جایزه  | [ ۱۰ ]        |
| اوپن بریتانیا                  | A                  | A                  | LQ                 | A                  | LQ                 | رویداد بدون جایزه  | رویداد بدون جایزه  | رویداد بدون جایزه  | رویداد بدون جایزه  | رویداد بدون جایزه  | رویداد بدون جایزه  | رویداد بدون جایزه  | [ ۱۳ ] [ ۱۴ ] |

| افسانه جدول عملکرد | افسانه جدول عملکرد        | افسانه جدول عملکرد | افسانه جدول عملکرد                                                        | افسانه جدول عملکرد | افسانه جدول عملکرد           |
| ------------------ | ------------------------- | ------------------ | ------------------------------------------------------------------------- | ------------------ | ---------------------------- |
| LQ                 | در دور مقدماتی شکست خورد. | #R                 | در دور مقدماتی مسابقات شکست خورد. (WR = Wildcard round, RR = Round robin) | QF                 | در یک چهارم نهایی شکست خورد. |
| A                  | در مسابقات شرکت نکرد.     | WD                 | از مسابقات انصراف داد.                                                    |                    |                              |

| NH / برگزار نشد.       | NH / برگزار نشد.       | NH / برگزار نشد.       | NH / برگزار نشد.       | یعنی مسابقه‌ای برگزار نشده است.                           |
| NR / مسابقه بدون جایزه | NR / مسابقه بدون جایزه | NR / مسابقه بدون جایزه | NR / مسابقه بدون جایزه | به این معنا که یک رویداد، یک مسابقه رتبه‌بندی نیست.       |
| R / رویداد رتبه‌بندی    | R / رویداد رتبه‌بندی    | R / رویداد رتبه‌بندی    | R / رویداد رتبه‌بندی    | به این معنا که این رویداد، یک مسابقه رتبه‌بندی هست / بود. |

1. 1 2 3  او یک آماتور بود.
2. ↑  بازیکنان جدید در تور اصلی رتبه‌بندی ندارند.
3. ↑  این رویداد همچنین مسابقات بازیکنان حرفه‌ای (۱۹۸۲/۹۳–۱۹۸۳/۱۹۸۴) نامیده شد.
4. ↑  این رویداد همچنین استادان بین‌المللی نام داشت/ (۱۹۸۱/۱۹۸۲–۱۹۸۳/۱۹۸۴)
5. ↑  این رویداد همچنین جایزه مسابقه گویا (۱۹۸۵/۱۹۸۶) نامیده شد
6. ↑  این رویداد همچنین باز کانادا (۱۹۷۸/۱۹۷۹–۱۹۸۰/۱۹۸۱) نام داشت
7. ↑  این رویداد همچنین باز کانادا نام داشت (۱۹۷۸/۱۹۷۹–۱۹۸۰/۱۹۸۱)
8. ↑  این رویداد همچنین جایزه مسابقه گویا (۱۹۸۵/۱۹۸۶) نام داشت
9. ↑  این رویداد همچنین استادان بین‌المللی نام داشت (۱۹۸۱/۱۹۸۲–۱۹۸۳/۱۹۸۴)

## فینال شغلی
| نتیجه       | سال  | قهرمانی                                                | حریف در فینال  | امتیاز      | منبع.  |
| ----------- | ---- | ------------------------------------------------------ | -------------- | ----------- | ------ |
| قهرمان      | ۱۹۵۳ | قهرمانی بیلیارد انگلیسی نوجوانان بریتانیا (زیر ۱۶ سال) | جان لمبرت      | ۴۰۱–۱۹۷     | [ ۱۵ ] |
| نائب قهرمان | ۱۹۵۵ | قهرمانی بیلیارد انگلیسی نوجوانان بریتانیا (زیر ۱۹ سال) | دونالد اسکات   | ۳۶۰–۵۳۸     | [ ۱۶ ] |
| قهرمان      | ۱۹۵۶ | قهرمانی بیلیارد انگلیسی نوجوانان بریتانیا (زیر ۱۹ سال) | گرانویل همپسون | ۴۲۹–۲۷۷     | [ ۱۶ ] |
| قهرمان      | ۱۹۶۰ | قهرمانی آماتور ولز                                     | پی.جی. موریس   |             | [ ۱۷ ] |
| نائب قهرمان | ۱۹۶۷ | قهرمانی آماتور انگلیس                                  | لسلی دریفیلد   | ۲٬۳۲۸–۳٬۳۹۵ | [ ۱۸ ] |
| نائب قهرمان | ۱۹۶۸ | قهرمانی آماتور انگلیس                                  | مارک وایلدمن   | ۲٬۵۴۰–۲٬۶۵۲ | [ ۱۸ ] |
| قهرمان      | ۱۹۷۲ | قهرمانی آماتور ولز                                     | روی آوریل      |             | [ ۱۷ ] |
| قهرمان      | ۱۹۷۳ | قهرمانی آماتور ولز                                     | جی. تری        |             | [ ۱۷ ] |
| نائب قهرمان | ۱۹۷۳ | قهرمانی آماتور انگلیس                                  | نورمن داگلی    | ۱٬۹۷۶–۲٬۸۰۴ | [ ۱۸ ] |
| قهرمان      | ۱۹۷۵ | دعوتنامه آیرونوپلیس                                    | هربرت بتهام    | ۸۲۹–۷۶۰     | [ ۱۹ ] |
| قهرمان      | ۱۹۷۶ | قهرمانی آماتور ولز                                     | روی آوریل      |             | [ ۱۷ ] |
| نائب قهرمان | ۱۹۷۶ | قهرمانی آماتور انگلیس                                  | باب کلوز       | ۲٬۱۹۴–۲٬۴۱۳ | [ ۱۸ ] |
| نائب قهرمان | ۱۹۸۰ | قهرمانی آماتور انگلیس                                  | نورمن داگلی    | ۲٬۱۷۲–۲٬۸۲۵ | [ ۱۸ ] |
| قهرمان      | ۱۹۸۰ | اوپن کانادا                                            | استیو دیویس    | ۵۰۰–۴۶۸     | [ ۲۰ ] |

| نتیجه  | سال  | قهرمانی                                   | حریف در فینال        | امتیاز | منبع.  |
| ------ | ---- | ----------------------------------------- | -------------------- | ------ | ------ |
| قهرمان | ۱۹۷۷ | قهرمانی زوج ملی (بریتانیا) (با راجر بیلز) | دیکی لاوز و جان پایک | ۳–۰    | [ ۲۱ ] |